# 四肢動物
四肢動物（ししどうぶつ、Tetrapoda）は、肉鰭類に属する脊椎動物の一群である。四肢類（ししるい）、四足類（しそくるい）、四足動物（しそくどうぶつ）ともいう。

## 名称
Tetrapoda (τετραποδη) とはギリシャ語で「四つの足」の意味。
ちなみに、ラテン語で quadruped と表記する場合、文字通り「4本の足」を持つ動物のみを意味し、蛇などは含まれない。biped（2足歩行するもの）と対になる語である。

## 特徴
脊椎動物中、足（脚）やそれに類する付属器官を有するものをいう。すなわち両生類・爬虫類・哺乳類、そして鳥類である。四肢を持たないように進化した蛇や鯨なども四肢動物に含まれる。
四肢動物というカテゴリーは単系統であり、また進化分類学でも軟骨魚綱や硬骨魚綱などの魚類などに対比してよく使われる。最初期の四肢動物（イクチオステガなど）がいかにして魚から進化したかという論考の際にもよく言及される。

古代の四肢動物と魚類

四肢は魚類の対鰭（ついき）から派生した構造で、前肢は胸びれ、後肢は腹びれが発達したものである。現在の普通の魚類（条鰭亜綱）では腹びれは胸びれに近い位置にあるが、肺魚類など、いわゆる古代魚では腹びれは肛門近く、体のかなり後方にあり、これは後肢の位置に近い。普通の魚類の鰭は膜状部が発達し、それを支える部分は小さいが、シーラカンスでは基部の肉質部が発達しており、内部にはそれを支える骨がある（肉鰭亜綱）。両生類の祖先もこれに近い構造を持っていたと考えられ、これが手足や指の骨に発達したものと考えられる。また、鰭が四肢と異なる点は、その骨格が背骨とつながっていないことである。つまり、肩と腰の骨が魚類にはない。

## 分類
- 肉鰭類
  - 四肢動物
    - 両生類/蛙形類
    - 爬形類
      - 有羊膜類
        - 単弓類(哺乳類など)
        - 竜弓類(爬虫類、鳥類など)